# William Henry Thompson
William Henry Thompson (Perrysville, 1853. december 14. – Grand Island, 1937. június 6.) az Amerikai Egyesült Államok szenátora (Nebraska, 1933–1934).